# Sachy
Sachy é uma comuna francesa na região administrativa de Grande Leste, no departamento das Ardenas. Estende-se por uma área de 5,9 km². Em 2010 a comuna tinha 186 habitantes (densidade: 31,5 hab./km²).